# Сабина Катарина (Източна Фризия)
Сабина Катарина от Източна Фризия (на немски: Sabina Katharina von Ostfriesland) от фамилията Кирксена от Източна Фризия е графиня на Ритберг (1586 – 1618), наследничка на Есенс и на Графство Ритберг и чрез женитба графиня на Източна Фризия.

## Биография
Родена е на 11 август 1582 година в Есенс, Източна Фризия. Тя е голямата дъщеря на граф Ено III от Източна Фризия (1563 – 1625) и първата му съпруга графиня Валбурга фон Ритберг (1555/1556 – 1586), дъщеря наследничка на граф Йохан II фон Ритберг († 1562) и Агнес фон Бентхайм и Щайнфурт († 1589).
Кръстена е на 7 октомври 1582 г. в Есенс. Нейният баща Ено III се жени втори път на 28 януари 1598 г. в Есенс за херцогиня Анна фон Холщайн-Готорп (1575 – 1625).
След смъртта на майка ѝ на 20 май 1586 г. нейният баща дава наследството Графство Ритберг на нея и на по-маката ѝ сестра Агнес.
Сабина Катарина се омъжва на 4 март 1601 г., чрез разрешение на папата, в Ритберг за нейния чичо граф Йохан III от Източна Фризия (1566 – 1625). Преди това двамата стават католици. Те даряват през 1618 г. францискански манастир в Ритберг.
Сабина Катарина умира на 31 май 1618 г. на 35-годишна възраст при раждане на единадесетото ѝ дете и е погребана в дворцовата капела. След смъртта ѝ Сабина Катарина е чествана като светица. Олтарът във францисканския манастир Ритберг в нейна чест има името Св. Катарина.

## Фамилия
Сабина Катарина и Йохан III от Източна Фризия имат единадесет деца:
- Едзард (* 2 февруари 1602; † 28 март 1603)
- Анна Валбургис (* 27 октомври 1603; † 29 ноември 1604)
- Катарина Мария (* 28 октомври 1604; † ?), омъжена пр. 5 август 1623 г. за Франсоа маркиз фон Варенбон († 1637)
- Ернст Кристоф (* 1 април 1606; † 31 декември 1640), 1625 – 1640 граф на Ритберг, вицемаршал, женен сл. 1 ноември 1620 г. за Албертина Мария маркиза де Ст. Мартин († 1663)
- Ено Филип (* 23 март 1608; † 14 май 1636), домхер в Кьолн (1618), Страсбург и Падерборн
- Леополд (* 23 ноември 1609; † 14 ноември 1635), домхер в Кьолн, Страсбург и Падерборн (1618)
- Валбургис Мария (* 8 май 1612; † 13 юни 1613)
- Фердинанд Франц (* 4 октомври 1613; † 27 юни 1648), домхер в Кьолн (1619), Магдебург (1624), Страсбург и Халберщат (1630)
- Клара София (* 7 март 1615; †?)
- Анна Клара/Мария (* 30 май 1616; † ?), канонеса в Мюнстербилзен (1621)
- Йохан IV (* 31 май 1618; † 7 август 1660), домхер в Кьолн, граф на Ритберг (1640 – 1660), женен на 3 март 1647 г. за Анна Катарина фон Залм-Райфершайт (1624 – 1691)